# Бесарт Абдурахімі
Бесарт Абдурахімі (мак. Бесарт Абдурахими, хорв. Besart Abdurahimi, нар. 31 липня 1990, Загреб) — македонський та хорватський футболіст албанського походження, півзахисник клубу «Локерен» та національної збірної Македонії.

## Клубна кар'єра
Народився в хорватському Загребі в родині албанців, вихідців з македонського містечка Врапчиште. Розпочав займатись футболом у команді «Зелін», з якої перейшов до академії столичного «Локомотива». З 2004 року перебував в структурі «Загреба».
14 вересня 2008 року дебютував у першій команді в матчі чемпіонату проти столичного «Динамо». В команді всього провів п'ять сезонів, взявши участь у 121 матчі чемпіонату. Більшість часу, проведеного у складі «Загреба», був основним гравцем команди а в сезоні 2012/13 він забив дванадцять голів і став найкращим бомбардиром команди, але, тим не менш, команда зайняла останнє місце в чемпіонаті і вилетіла у другий дивізіон Хорватії.
Через це 16 вересня 2013 року Абдурахімі відправився на правах оренди на один сезон в ізраїльський «Хапоель» (Тель-Авів). Дебютував за нову команду 21 грудня в матчі проти «Бней-Сахніна» (0:4). Всього за сезон Бесарт зіграв у двадцяти матчах, в яких забив чотири голи.
В серпні 2014 року підписав контракт з більгійським «Локереном». Дебютував за бельгійців 16 серпня у матчі чемпіонату проти «Льєрса», в якому відразу відзначився голом, а на 64 хвилині був замінений на ще одного новачка команди Мбає Леє. Наразі встиг відіграти за команду з Локерена 7 матчів в національному чемпіонаті.

## Виступи за збірні
Протягом 2009–2012 років залучався до складу молодіжної збірної Хорватії. На молодіжному рівні зіграв у 10 офіційних матчах, забив 2 голи.
У лютому 2014 року албанські ЗМІ писали про Абдурахімі як про хороший варіант для албанської збірної, так як він є етнічним албанцем. Проте 14 травня 2014 року Бесарт отримав виклик до збірної Македонії на матчі проти Камеруна і Катара, який і прийняв
26 травня 2014 року дебютував в офіційних матчах у складі національної збірної Македонії в товариському матчі проти збірної Камеруну (0:2). 9 жовтня 2014 року на 92 хвилині забив свій перший гол за збірну в матчі кваліфікації на Євро-2016 проти збірної Люксембургу, який приніс македонцям перемогу 3:2. Наразі провів у формі головної команди країни 5 матчів, забивши 1 гол.